# Broedknop
Broedknoppen zijn een vorm van ongeslachtelijke voortplanting bij planten. Deze vegetatieve vermeerdering komt vooral voor bij bepaalde soorten varens, vetplanten en mossen. Deze is sterk gelijkend op de broedbol (bulbil) waarbij sprake is van bovengrondse bollen.
De broedknoppen zijn miniplantjes die zich vormen aan de rand van bladeren. Deze krijgen eigen wortels en als ze vallen groeien deze verder als zelfstandige planten.

## Voorbeelden
- woodwardia radicans (de naam radicans is afgeleid van het Latijnse woord voor 'wortel', naar de broedknoppen waaraan eigen wortels ontwikkelen)
- bryophyllum, (Broedblad) genoemd naar de broedknoppen op het blad.
- huperzia geslacht waaronder de soort Dennenwolfsklauw

## Externe link

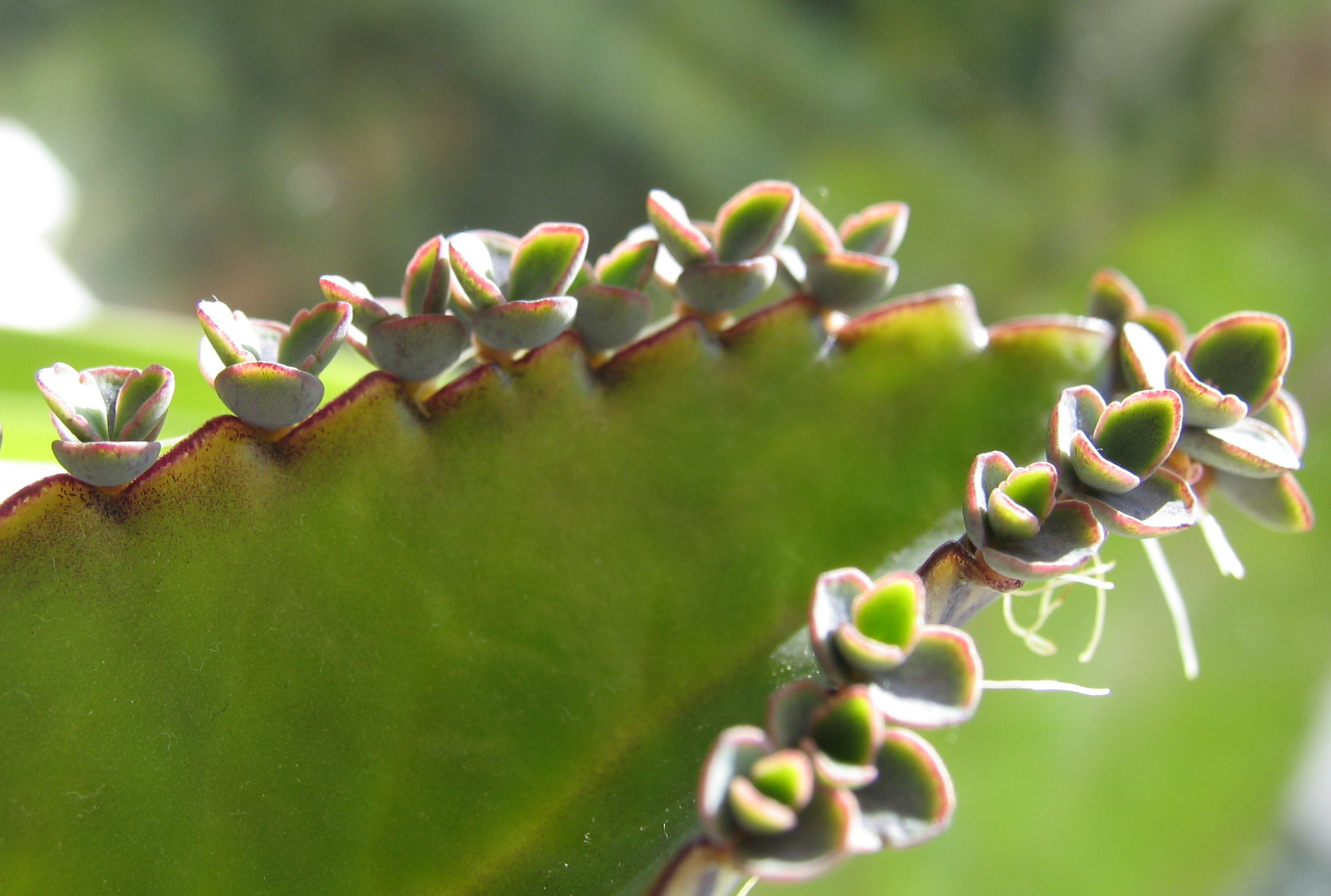
Blad van de Bryophyllum met duidelijke broedknoppen en eigen worteldraden
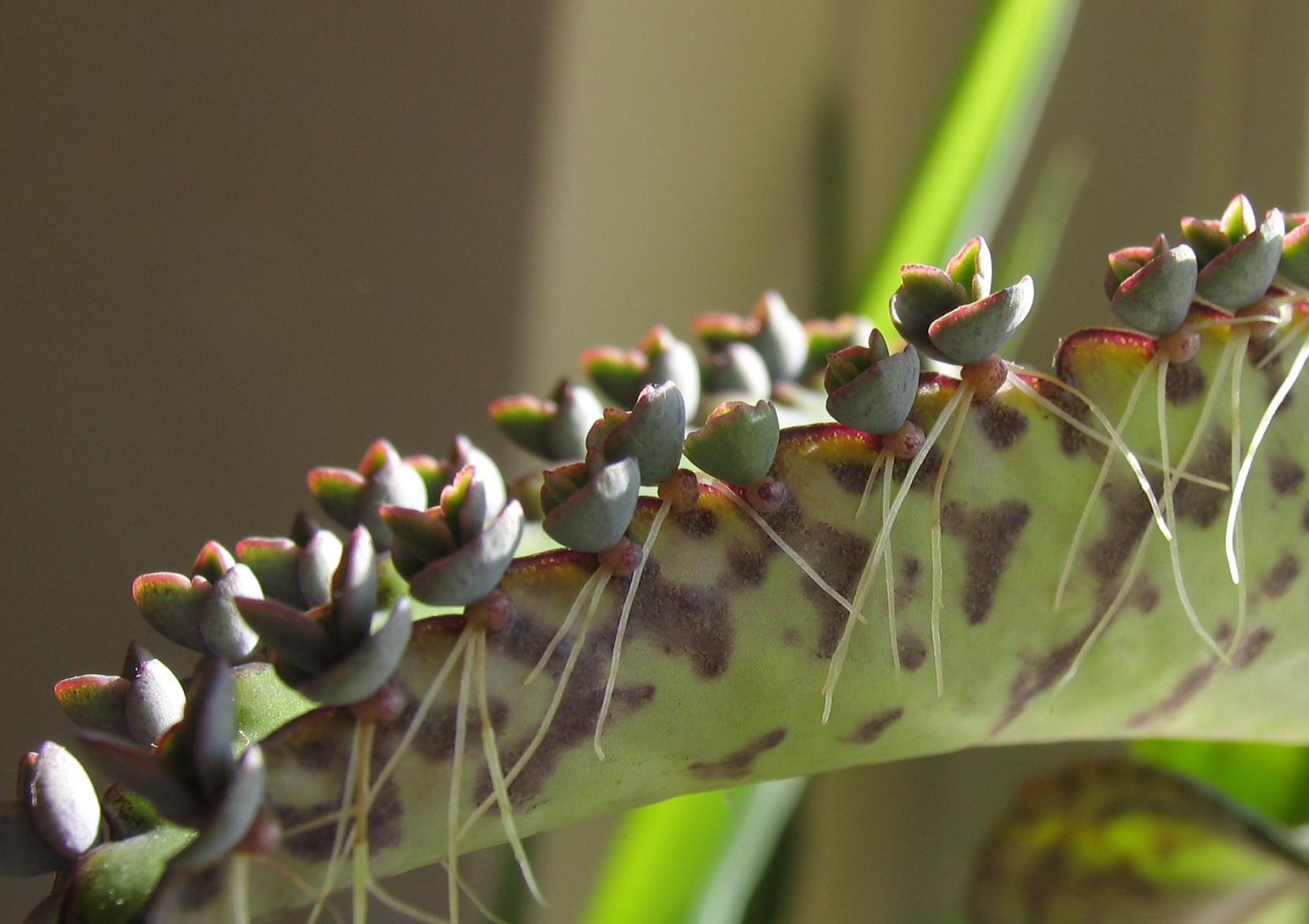
Blad van de Bryophyllum met broedknoppen en worteldraden